# GOES 13
O sistema de satélites geoestacionários operacionais de meio-ambiente (GOES, em inglês), é operado pelo Serviço de Informações ambientais americano (NESDIS). Esse sistema provê previsão do tempo, acompanhamento de tempestades, e pesquisas meteorológicas. Os satélites e as estações terrestres funcionam em conjunto continuo para geração de dados ambientais planetários. Entre outros, o Cepagri-Unicamp (BR) utiliza o sistema GOES em conjunto com INPE (BR) para previsão e monitoração meteorológica. O sistema GOES utiliza satélites geossíncronos (satélites em órbitas geoestacionarias).
O atual GOES 13, que cobre a América do Sul, é operado pela NOAA e pela NASA, como parte do programa GOES. Em Abril de 2010, o GOES-13 passou a ser o satélite meteorológico operacional leste, missão "GOES-East", na longitude 60°E; depois de um breve período fora de serviço por conta de uma colisão com micrometeorito em Maio de 2013, o GOES 13  voltou ao serviço normal em  Junho de 2013.

## O projeto

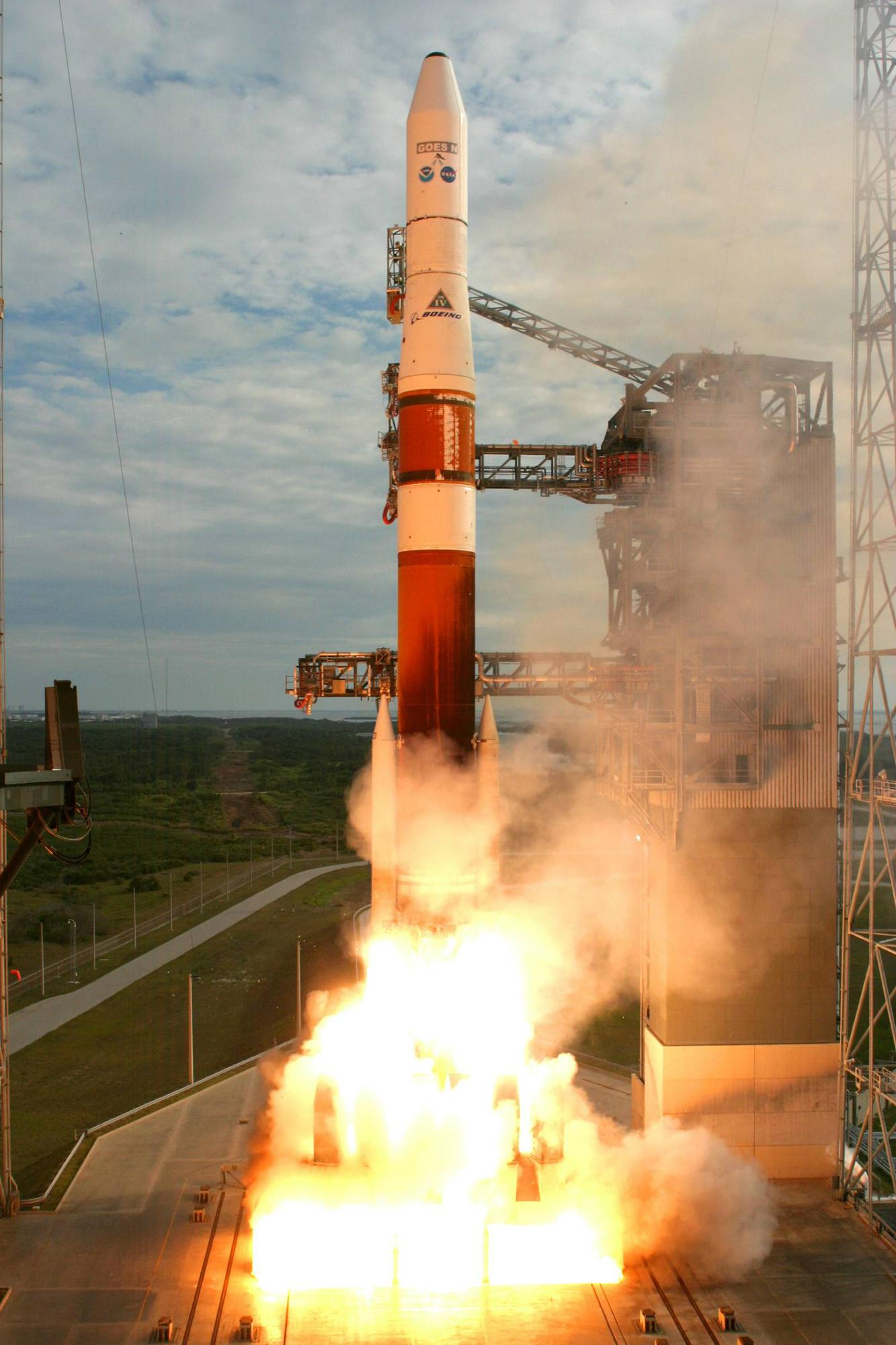
O satélite GOES-N sendo lançado por um foguete Delta IV-M+(4,2).

O GOES 13 foi construído pela Boeing, baseado na plataforma de satélite BSS-601 sendo o primeiro de três da série a usá-la. Ele foi lançado por um foguete Delta IV-M+(4,2) também fabricado pela Boeing, a partir da Estação da Força Aérea de Cabo Canaveral, na Flórida em 24 de Maio de 2006 as 22:11 GMT, depois de muitos adiamentos. No lançamento, a sua massa era de 3.133 kg, com uma vida útil estimada de dez anos apesar de levar combustível para mais.

## A missão
Em Dezembro de 2006, o GOES 13 foi atingido por uma tempestade solar tão intensa que danificou seu instrumento mais importante, o Solar X-ray Imager (SXI).
Em Dezembro de 2007, ele foi chamado a substituir o GOES 12 que enfrentava problemas de vazamento nos propulsores, por um breve período.[carece de fontes?]
O mesmo ocorreu novamente em meados de Maio de 2009, sem no entanto precisar entrar em operação, sendo desativado no final do mês.[carece de fontes?]
Em Abril 2010, o GOES-13 substituiu o GOES-12 como "GOES-EAST" a 75° Oeste.

## Situação atual
Em 12 de Setembro de 2012, o GOES 13 começou a retornar imagens com uma quantidade excessiva de ruído. Esse "ruído" aumentou gradativamente, a tal ponto, que e o satélite foi colocado em "modo de espera" em 24 de Setembro para uma tentativa de diagnóstico. O GOES 15 atuou como backup, fornecendo imagens por um breve período, enquanto o GOES 14 estava sendo preparado como um substituto definitivo, incluindo manobras para assumir a posição de 75 graus, normalmente ocupada pelo "GOES EAST". O GOES 13 retornou às operações normais em 18 de Outubro de 2012.
O GOES 14 foi mantido em operação normal e usado para monitorar o super furacão Sandy em conjunto com o GOES 13 retornando depois o GOES 14 ao "status de espera".
O GOES 13 sofreu uma anomalia em 22 de Maio de 2013 as 03:40 UTC que o impossibilitou de retornar dados sobre clima e tempo. Com isso, o GOES 14 foi novamente ativado na função de "GOES-EAST" em 23 de Maio as 06:00, mantendo a sua posição de espera a 105 graus Oeste. O GOES 13 foi agendado para retornar ao status operacional em 6 de Junho de 2013 as 15:45 UTC. No entanto, isso foi adiado devido a condições críticas de tempo e da tempestade tropical Andrea, só tendo ocorrido em 10 de Junho de 2013.